# Hermann von Heyden
Johann Detloff Hermann von Heyden (* 25. April 1810 in Kartlow; † 21. Januar 1851 in Berlin) war Mitglied des Preußischen Abgeordnetenhauses und Landrat des Landkreises Demmin.

## Leben
Hermann von Heyden war der zweite Sohn des Wichard Wilhelm von Heyden (1782–1836) auf Cartlow und der Wilhelmine von Gloeden (1789–1820). Nach dem Schulbesuch studierte er Rechtswissenschaften und lebte anschließend mit seiner ersten Frau in Zützen und ab 1839 in Stettin, wo er Assessor bei der pommerschen Provinzialregierung war. 1840 wurde er zum Regierungsrat ernannt. 1841 wurde er zum Landrat des Landkreises Demmin gewählt. Während seiner Amtszeit wurde er mit dem Roten Adlerorden ausgezeichnet und nach 1848 ins Preußische Abgeordnetenhaus gewählt. 1851 wurde er vom König Friedrich Wilhelm IV. aufgefordert, Landwirtschaftsminister in der preußischen Regierung zu werden. Er starb jedoch kurz nach der Audienz beim König in Berlin.
Nach dem Tode des Vaters hatte Hermann von Heyden die Güter Leistenow mit Gatschow und Cadow (heute Kadow) erhalten. In Leistenow ließ er ein neues Herrenhaus errichten und einen Landschaftspark nach Entwurf von Peter Joseph Lenné anlegen. 1850 erwarb er von seinem Bruder Karl die benachbarten Güter Buschmühl und Flemmendorf.

## Familie
Hermann von Heyden heiratete 1836 Emilie Lüdicke (1813–1844), Tochter des Rittergutsbesitzers in Zützen, Carl Georg Friedrich Lüdicke (1789–1851). Aus der Ehe gingen drei Söhne hervor. Ernst von Heyden (1837–1917) war Landschaftsdirektor von Vorpommern und Mitglied des preußischen Herrenhauses. Wilhelm von Heyden (1839–1920) war preußischer Staatsminister für Landwirtschaft. 
Eine Schwester Emilie Lüdickes, Anna Marie (1812–1891), war die Mutter des königlich preußischen Regierungspräsidenten, Kammerherrn und Politikers Axel von Colmar (1840–1911). 
1849 heiratete Hermann von Heyden seine zweite Frau Auguste von Lützow (1820–1891), die Witwe des Landrates Axel Freiherr von Maltzahn. Sie brachte ihren Sohn Helmuth von Maltzahn (1840–1923) mit in die Ehe.